# Oswaldia sartura
Oswaldia sartura är en tvåvingeart som först beskrevs av Henry J. Reinhard 1959.  Oswaldia sartura ingår i släktet Oswaldia och familjen parasitflugor.
Artens utbredningsområde är Ohio. Inga underarter finns listade i Catalogue of Life.